# Institutos Nacionales de Salud
Los Institutos Nacionales de Salud (en inglés: National Institutes of Health, NIH) es la agencia principal del gobierno de los Estados Unidos responsable de la biomedicina y la salud pública de investigación. Fue fundada a finales de la década de 1880 y ahora forma parte del Departamento de Salud y Servicios Humanos de los Estados Unidos. La mayoría de las instalaciones de los NIH están ubicadas en Bethesda, Maryland y otros suburbios cercanos del área metropolitana de Washington , con otras instalaciones principales en el Research Triangle Park en Carolina del Norte e instalaciones satelitales más pequeñas ubicadas en los Estados Unidos. El NIH lleva a cabo su propia investigación científica a través de su Programa de Investigación Intramural (IRP) y proporciona importantes fondos de investigación biomédica a instalaciones de investigación ajenas a los NIH a través de su Programa de Investigación Extramural. Desde noviembre de 2023 están dirigidos por la oncóloga quirúrgica Mónica Bertagnolli.
Fundados en 1887, los NIH representan hoy en día uno de los centros más grandes del mundo en investigación médica y son el referente federal de Estados Unidos en el ámbito de la salud. Comprenden un conjunto de 27 centros e institutos separados y son, en conjunto, una de las 8 agencias del Servicio Público de Salud, que a su vez forma parte del Departamento de Salud y Servicios Humanos de Estados Unidos.
En 2013 , el Programa de Investigación Intramural (IRP) tenía 1 200 investigadores principales y más de 4 000 becarios postdoctorales en investigación básica, traslacional y clínica, siendo la institución de investigación biomédica más grande del mundo, mientras que, en 2003, la El brazo extramuros proporcionó el 28% de los fondos de investigación biomédica gastados anualmente en los EE. UU., o alrededor de US $ 26,4 mil millones.
El NIH comprende 27 institutos y centros separados de diferentes disciplinas biomédicas y es responsable de muchos logros científicos, incluido el descubrimiento del flúor para prevenir la caries dental , el uso de litio para controlar el trastorno bipolar y la creación de vacunas contra la hepatitis , Haemophilus influenzae ( HIB) y virus del papiloma humano (VPH).

## Historia

### Orígenes

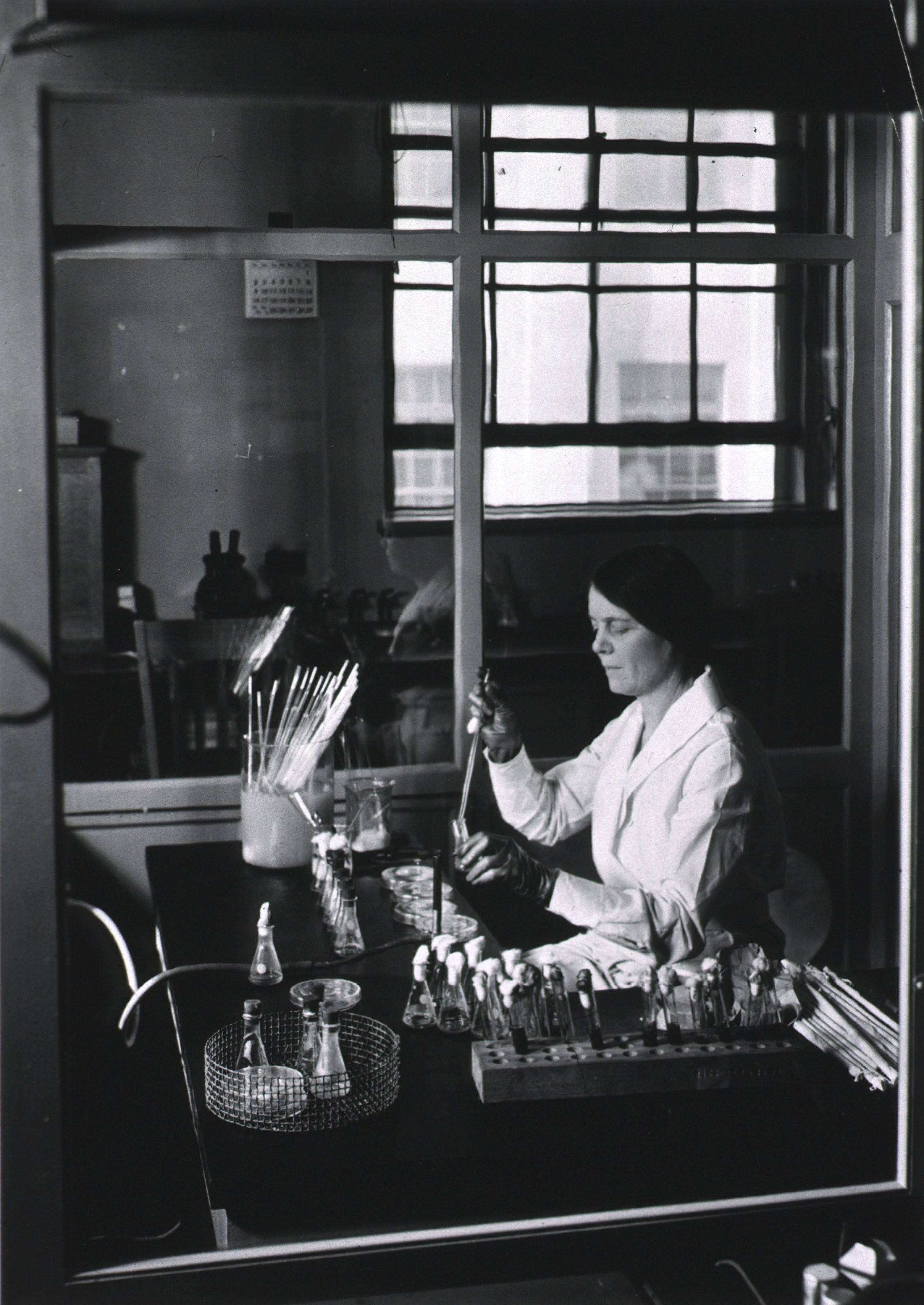
Ida A. Bengtson, una bacterióloga fue la primera mujer en 1916 en tratabajar en el Laboratorio de Higiene.

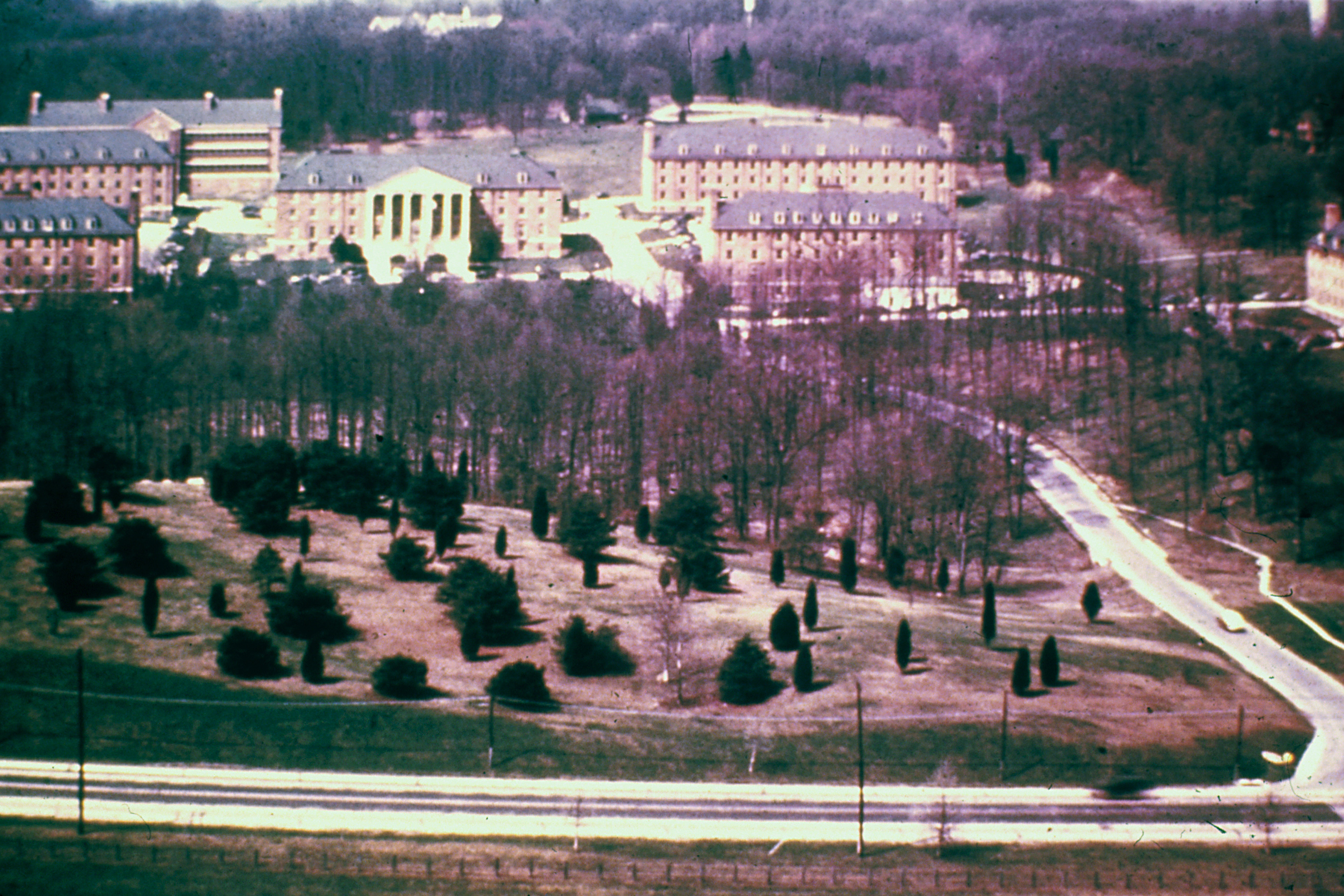
NIH campus en Bethesda, Maryland, in 1945

En 1887, se estableció un laboratorio para el estudio de bacterias, el Laboratorio de Higiene, dentro del Servicio de Hospitales Marinos , que en ese momento estaba expandiendo sus funciones más allá del sistema de Hospitales Marinos hacia programas de cuarentena e investigación. Inicialmente estaba ubicado en el New York Marine Hospital en Staten Island.  En 1891, se trasladó al último piso del Butler Building en Washington D. C. En 1904, se trasladó de nuevo a un nuevo campus en el Old Naval Observatory , que creció hasta incluir cinco edificios principales.
En 1912, el Servicio Hospitalario Marino se convirtió en el Servicio de Salud Pública. En 1922, estableció un laboratorio de Investigaciones Especiales del Cáncer en la Escuela de Medicina de Harvard. Esto marcó el comienzo de una asociación con universidades. En 1930, el Laboratorio de Higiene fue redesignado como Instituto Nacional de Salud por la Ley Ransdell y recibió 750 000 dólares  para construir dos edificios de los NIH.
En 1938, los NIH se trasladaron a su campus actual en Bethesda, Maryland.

### Historia posterior
Durante las próximas décadas, el Congreso aumentaría notablemente la financiación de los NIH, y se crearon varios institutos y centros dentro de los NIH para programas de investigación específicos. En 1944, se aprobó la Ley del Servicio de Salud Pública y el Instituto Nacional del Cáncer se convirtió en una división de los NIH. En 1948, el nombre cambió de Instituto Nacional de Salud a Institutos Nacionales de Salud.
En la década de 1960, el virólogo e investigador del cáncer Chester M. Southam inyectó células cancerosas HeLa en pacientes del Hospital Judío de Enfermedades Crónicas.  Cuando tres médicos renunciaron después de negarse a inyectar a los pacientes sin su consentimiento, el experimento ganó una considerable atención de los medios. El NIH era una fuente importante de financiación para la investigación de Southam y había requerido que todas las investigaciones con sujetos humanos obtengan su consentimiento antes de cualquier experimentación. Investigar todas sus instituciones beneficiarias, los NIH descubrieron que la mayoría de ellas no protegían los derechos de los sujetos humanos. Desde entonces, el NIH ha requerido que todas las instituciones beneficiarias aprueben cualquier propuesta de investigación que involucre experimentación humana con juntas de revisión.
En 1967, se creó la División de Programas Médicos Regionales para administrar subvenciones para la investigación de enfermedades cardíacas, cáncer y accidentes cerebrovasculares. Ese mismo año, el director de los NIH presionó a la Casa Blanca para que aumentara la financiación federal a fin de aumentar la investigación y la velocidad con la que los beneficios para la salud podrían llegar a la gente. Se formó un comité asesor para supervisar el desarrollo futuro de los NIH y sus programas de investigación. En 1971, la investigación sobre el cáncer estaba en plena vigencia y el presidente Nixon firmó la Ley Nacional del Cáncer , iniciando un Programa Nacional del Cáncer, el Panel de Cáncer del Presidente, la Junta Asesora Nacional del Cáncer y 15 nuevos centros de investigación, capacitación y demostración.
La financiación de los NIH ha sido a menudo una fuente de controversia en el Congreso, sirviendo como un sustituto de las corrientes políticas de la época. En 1992, el NIH abarcaba casi el 1 por ciento del presupuesto operativo del gobierno federal y controlaba más del 50 por ciento de todos los fondos para la investigación de la salud y el 85 por ciento de todos los fondos para los estudios de salud en las universidades.  Si bien la financiación gubernamental para la investigación en otras disciplinas ha aumentado a un ritmo similar a la inflación desde la década de 1970, la financiación de la investigación para los NIH casi se triplicó durante la década de 1990 y principios de la de 2000, pero se ha mantenido relativamente estancada desde entonces.
En la década de 1990, el enfoque del comité de los NIH se había desplazado hacia la investigación del ADN y lanzó el Proyecto Genoma Humano.

## Institutos y Centros
El NIH está compuesto por 27 institutos y centros (CI) separados que realizan y coordinan la investigación en diferentes disciplinas de la ciencia biomédica. Estos son:
| - Instituto Nacional del Cáncer (NCI) - Instituto Nacional del Ojo (NEI) - Instituto Nacional del Corazón, los Pulmones y la Sangre (NHLBI) - Instituto Nacional de Investigación del Genoma Humano (NHGRI) - Instituto Nacional sobre el Envejecimiento (NIA) - Instituto Nacional sobre el Abuso del Alcohol y el Alcoholismo (NIAAA) - Instituto Nacional de Alergias y Enfermedades Infecciosas (NIAID) - Instituto Nacional de Artritis y Enfermedades Musculoesqueléticas y de la Piel (NIAMSD) - Instituto Nacional de Bioingeniería e Imágenes Biomédicas (NIBIB) - Instituto Nacional de Salud Infantil y Desarrollo Humano (NICHHD) - Instituto Nacional de Sordera y Otros Trastornos de la Comunicación (NIDOCD) - Instituto Nacional de Investigación Dental y Craneofacial (NIDCR) - Instituto Nacional de Diabetes y Enfermedades Digestivas y Renales (NIDDKD) - Instituto Nacional sobre el Abuso de Drogas (NIDA) | - Instituto Nacional de Ciencias de la Salud Ambiental (NIEHS) - Instituto Nacional de Ciencias Médicas Generales (NIGMS) - Instituto Nacional de Salud Mental (NIMH) - Instituto Nacional de Salud y Disparidades de Salud de las Minorías (NIMHHD) - Instituto Nacional de Trastornos Neurológicos y Accidentes Cerebrovasculares (NINDS) - Instituto Nacional de Investigaciones en Enfermería (NINR) - Biblioteca Nacional de Medicina (NLM) - Centro de Tecnología de la Información (CIT) - Centro de Revisión Científica (CSR) - Centro Internacional Fogarty (FIC) - Centro Nacional para el Avance de las Ciencias Traslacionales (NCATS) - Centro Nacional de Salud Complementaria e Integrativa (NCCIH) - Centro clínico de los NIH (NIH CC) |

Además, el Centro Nacional de Recursos de Investigación operó desde el 13 de abril de 1962 hasta el 23 de diciembre de 2011.

## Ubicaciones y campus

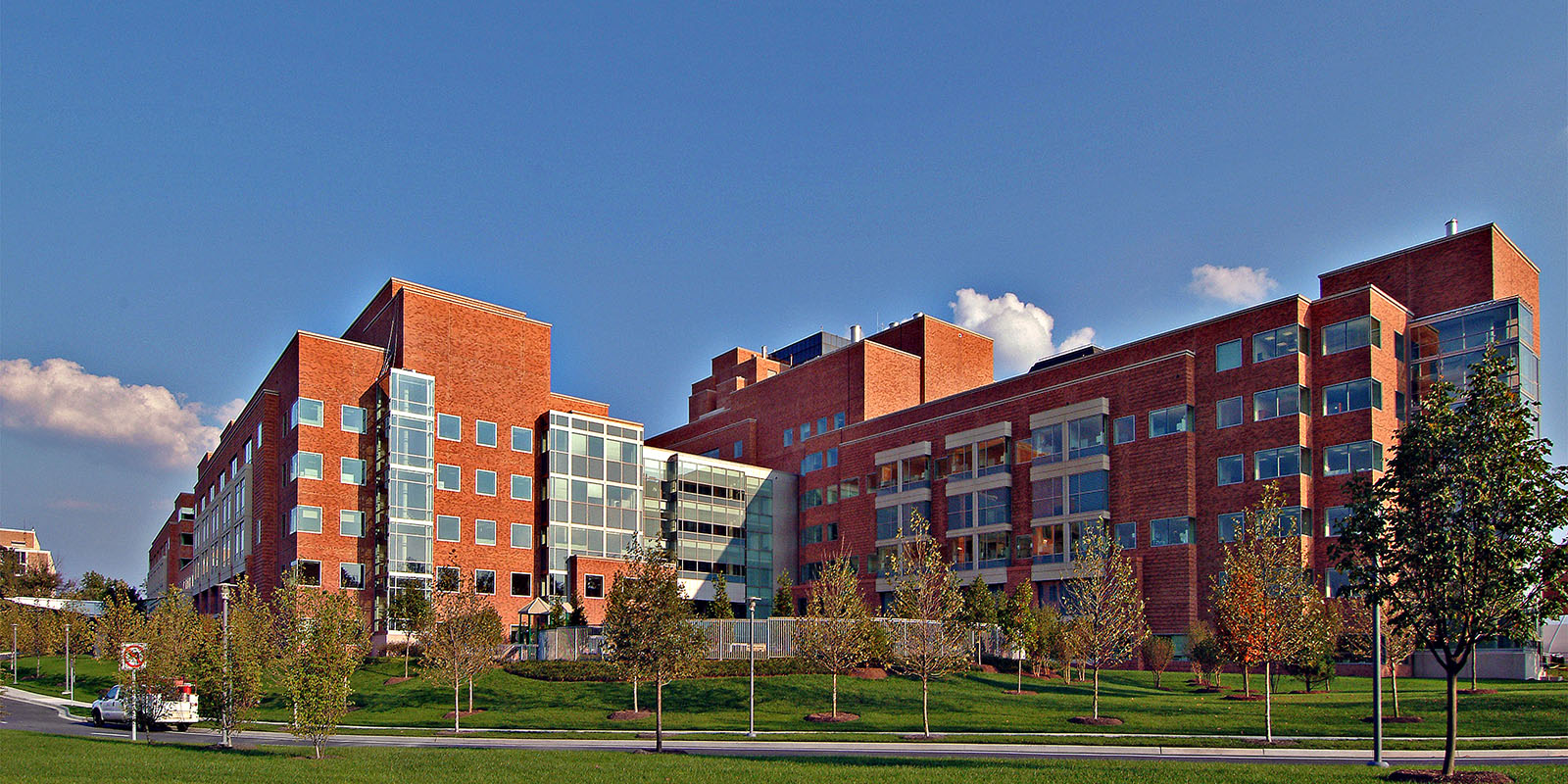
Clinical Research Center en NIH

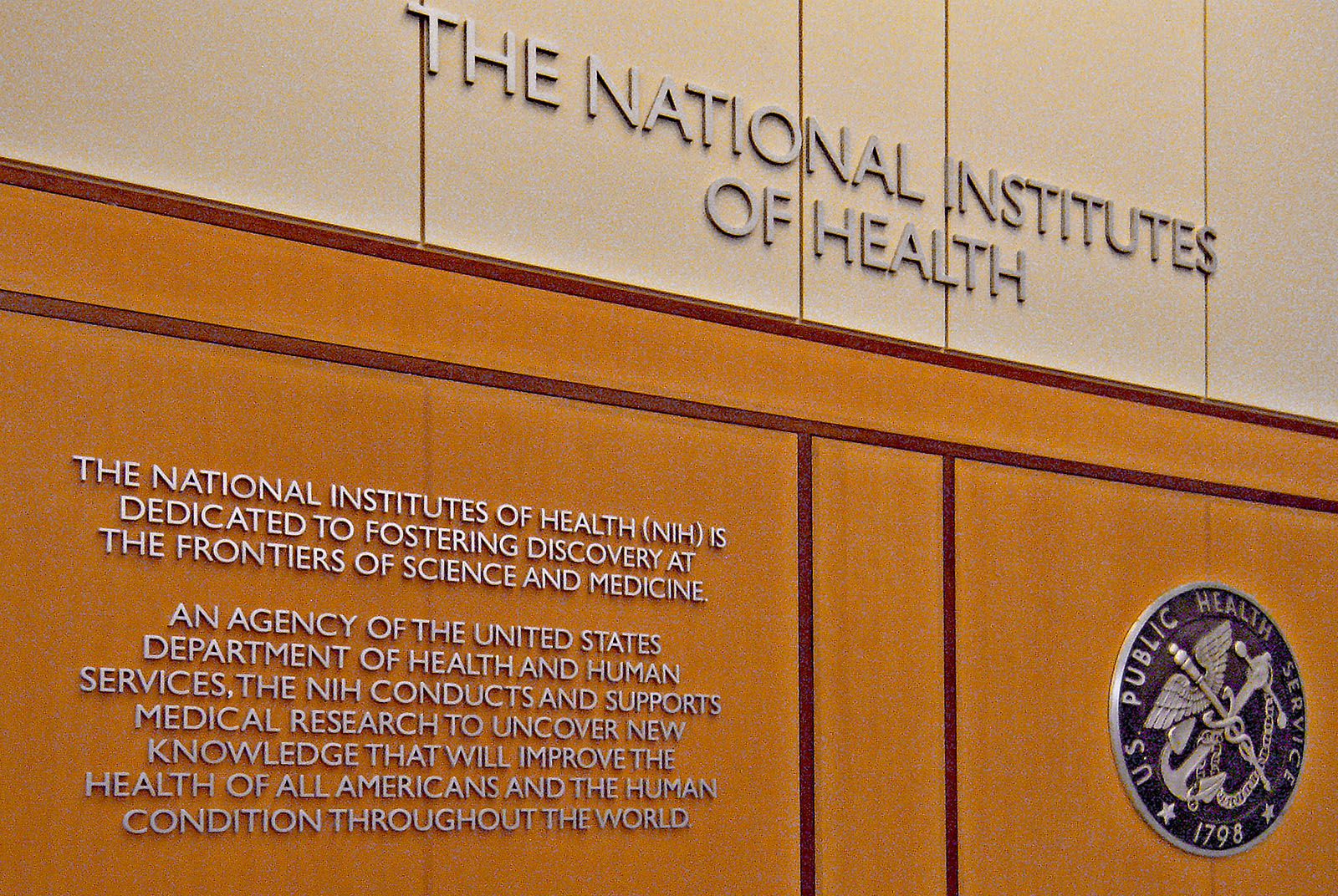
Vestíbulo Wall en el Clinical Research Center en NIH

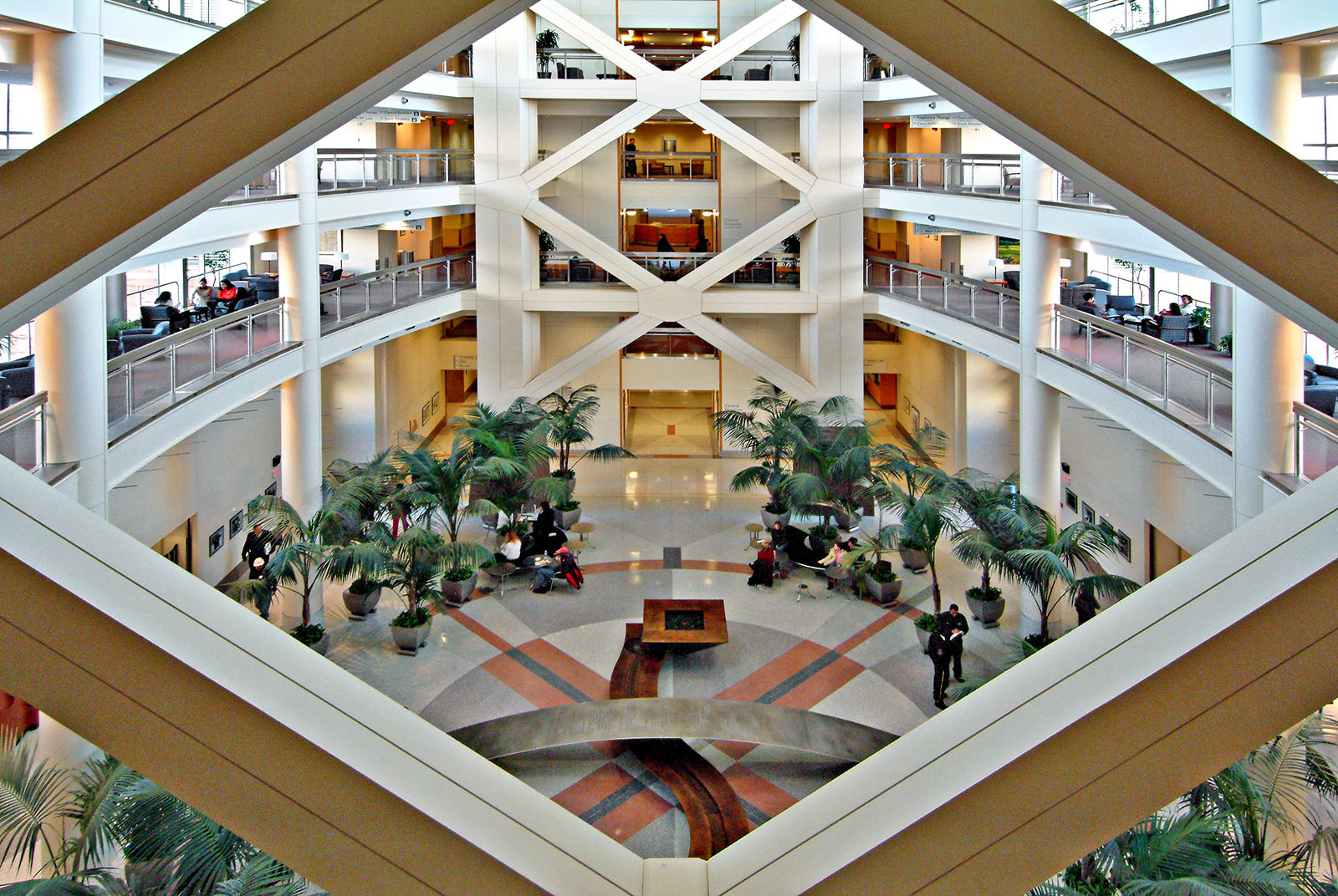
Lobby en el Clinical Research Cener at NIH

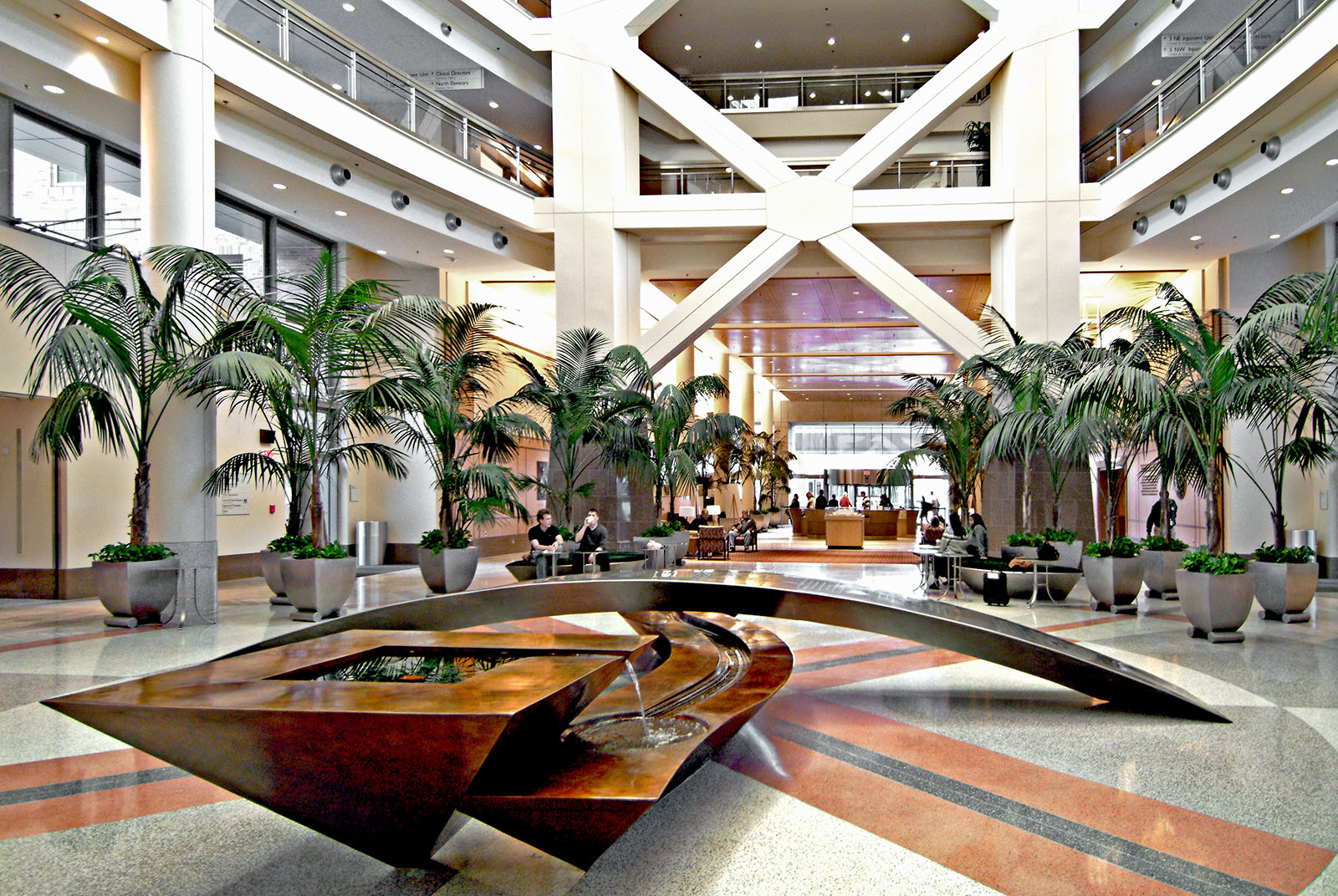
Lobby en el Clinical Research Center at NIH

La investigación intramural se realiza principalmente en el campus principal en Bethesda, Maryland y Rockville, Maryland , y las comunidades circundantes.
El campus de Bayview en Baltimore , Maryland, alberga los programas de investigación del Instituto Nacional sobre el Envejecimiento , el Instituto Nacional sobre el Abuso de Drogas y el Instituto Nacional de Investigación del Genoma Humano con casi 1 000 científicos y personal de apoyo. El Laboratorio Nacional de Frederick en Frederick, MD y el cercano Riverside Research Park, alberga muchos componentes del Instituto Nacional del Cáncer , incluido el Centro de Investigación del Cáncer, la Oficina de Operaciones Científicas, la Rama de Apoyo a las Operaciones de Gestión, la división de Epidemiología del Cáncer y Genética y la división de Tratamiento y Diagnóstico del Cáncer.
El Instituto Nacional de Ciencias de la Salud Ambiental se encuentra en la región del Triángulo de Investigación de Carolina del Norte.
Otros circuitos integrados tienen ubicaciones satélites además de las operaciones en el campus principal. El Instituto Nacional de Alergias y Enfermedades Infecciosas mantiene sus Rocky Mountain Labs en Hamilton, Montana ,  con énfasis en el trabajo de laboratorio BSL3 y BSL4. NIDDK opera la Rama de Investigación Clínica y Epidemiología de Phoenix en Phoenix, AZ.

## Investigación

### Descubrimientos y desarrollos notables del NIH
Desde sus inicios, el programa de investigación intramuros de los NIH ha sido una fuente de muchos descubrimientos científicos y médicos fundamentales. Algunos de estos incluyen:
- 1908 - Descubrimiento de George W. McCoy de que los roedores eran un reservorio de peste bubónica.
- 1911 - George W. McCoy, Charles W. Chapin, William B. Wherry y BH Lamb describen la tularemia previamente desconocida.
- 1924 - Roscoe R. Spencer y Ralph R. Parker desarrollaron una vacuna contra la fiebre maculosa de las Montañas Rocosas.[13]
- 1930 - Sanford M. Rosenthal desarrolló un tratamiento para el envenenamiento por mercurio utilizado ampliamente antes del desarrollo del dimercaptoetanol.
- 1943 - Wilton R. Earle fue pionero en el proceso de cultivo celular y publicó un artículo que describe la producción de malignidad in vitro,[14] Katherine K. Sanford desarrolló el primer clon de una célula cancerosa aislada y Virginia J. Evans ideó un medio que apoyaba el crecimiento de las células in vitro.
- Década de 1940-50: Bernard Horecker y sus colegas describieron la vía de las pentosas fosfato.[15]
- Década de 1950: Julius Axelrod descubrió una nueva clase de enzimas, las monooxigenasas del citocromo P450 , un elemento fundamental del metabolismo de los fármacos.
- 1950 - Earl Stadtman descubrió la fosfotransacetilosa, aclarando el papel de la acetil CoA en el metabolismo de los ácidos grasos.
- Década de 1960: se descubrió la primera enfermedad de los lentivirus, el kuru, que es una infección degenerativa y mortal del sistema nervioso central.[16] Este descubrimiento de un nuevo mecanismo para las enfermedades infecciosas revolucionó el pensamiento en microbiología y neurología.
- Década de 1960: se definieron los mecanismos que regulan la noradrenalina, uno de los neurotransmisores más importantes del cerebro.
- Década de 1960: se desarrolló la primera vacuna contra la rubéola con licencia y la primera prueba de anticuerpos contra la rubéola para pruebas a gran escala.
- Década de 1960: se desarrolló un régimen de combinación de medicamentos eficaz para el linfoma de Hodgkin.
- Década de 1960: descubrimiento de que las caries son causadas por bacterias.
- Década de 1970: se desarrolló el ensayo para la gonadotropina coriónica humana que se convirtió en las pruebas de embarazo caseras.
- Década de 1970: describió el ciclo hormonal involucrado en la menstruación.
- Década de 1980: se determinó la estructura completa del receptor de IgE que participa en las reacciones alérgicas.
- Década de 1990: primer ensayo de terapia génica en humanos.[17]

### Vacuna contra el coronavirus
El NIH se asoció con Moderna en 2020 durante la pandemia de COVID-19 para desarrollar una vacuna. La fase final de las pruebas comenzó el 27 de julio con hasta 30 000 voluntarios asignados a uno de dos grupos, uno que recibió la vacuna mRNA-1273 y el otro que recibió inyecciones de suero fisiológico, y continuará hasta que haya alrededor de 150 casos de COVID-19. entre los participantes. Los resultados se publicaron en febrero de 2021 en el NEJM.